# Mesoscia latifera
Mesoscia latifera is een vlinder uit de familie van de Megalopygidae. De wetenschappelijke naam van de soort is voor het eerst geldig gepubliceerd in 1869 door Walker.